# خرس فوزی
خرس فوزی (به انگلیسی: Fozzie Bear) یک شخصیت عروسکی آمریکایی و از شخصیت‌های گروه ماپت است. او از سال ۱۹۷۶ تاکنون در برنامه‌های مختلف تلویزیونی و سینمایی حضور داشته‌است.